# Большая Даниловка (Тамбовская область)
Большая Даниловка — село в Мордовском районе Тамбовской области России. 
Входит в Мордовский поссовет. До 2010 года являлось административным центром Большеданиловского сельсовета.

## География
Расположено на реке Малый Эртиль, в 12 км к юго-востоку от райцентра, посёлка городского типа (рабочего посёлка) Мордово, и в 85 км к юго-западу от центра города Тамбова.
На юго-западе примыкает к селу Козьминка и деревне Томилино.

## Население
| 2002 | 2010 |
| ---- | ---- |
| 236  | ↘182 |

Согласно результатам переписи 2002 года, в национальной структуре населения русские составляли 95 % от общего числа жителей.